# Marienikone

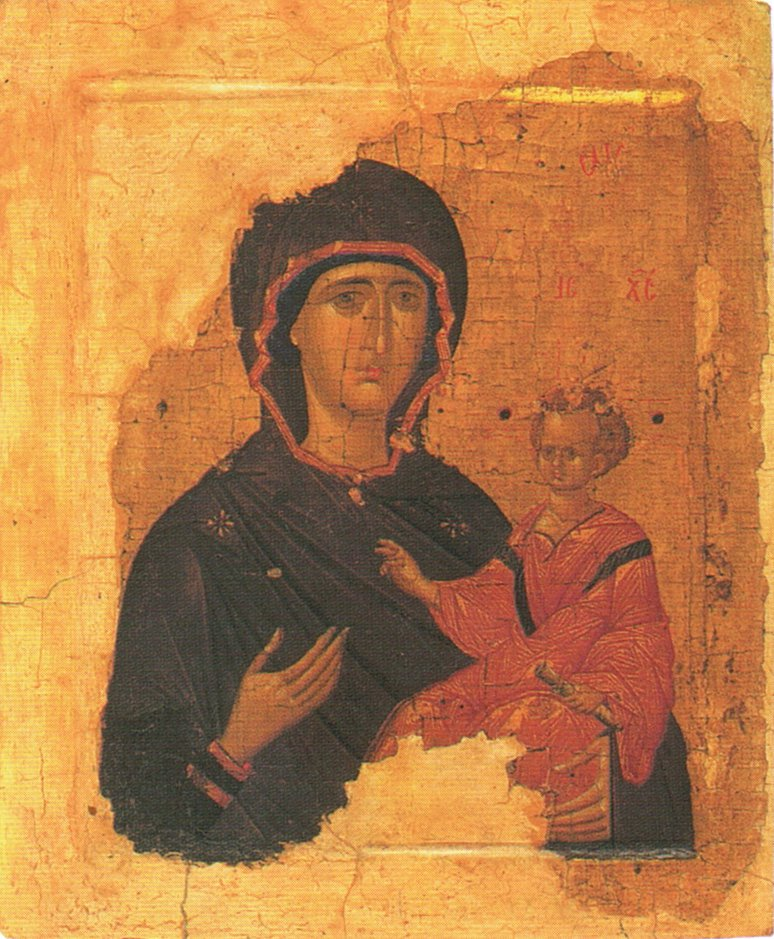
Hodegetria aus dem 15. Jahrhundert

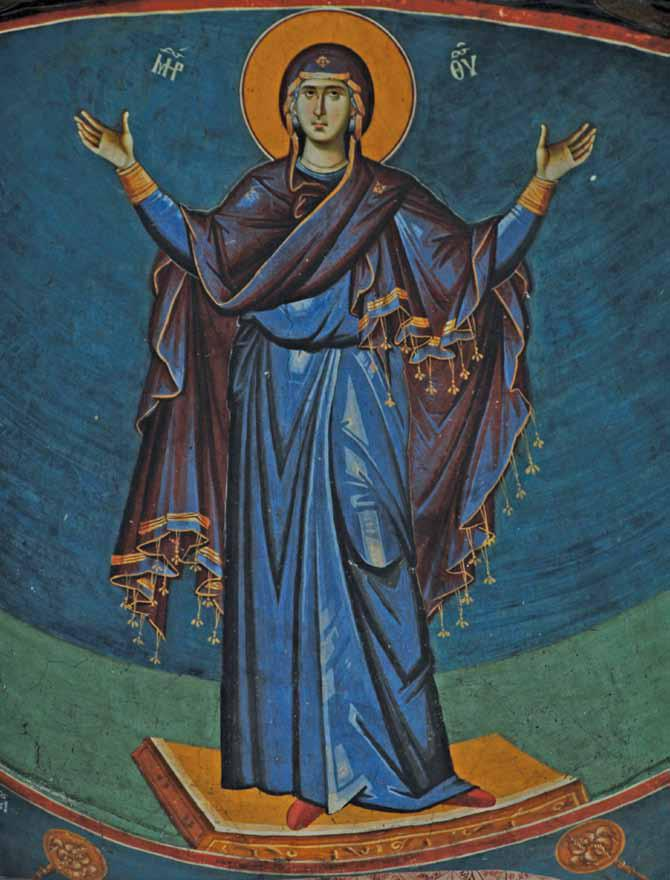
Fresko der Blacherniotissa Orantenpose aus dem 13. Jahrhundert in der Theotokos Peribleptos Kirche in Ohrid in Nordmazedonien

Eine Marienikone ist ein Heiligenbild aus dem byzantinischen und ostkirchlichen Bereich mit einer Darstellung der Gottesmutter Maria. Darstellungen der Gottesmutter, meist mit dem Christuskind auf dem Arm, sind das häufigste Motiv der Ikonenmalerei. Drei goldene Sterne schmücken das Maphorion, mit dem sie bekleidet ist, und zwar einer auf der Stirn und je einer auf den Schultern; sie symbolisieren die Jungfräulichkeit Mariens vor, bei und nach der Geburt.

## Ikonografische Typen
Es gibt etwa 400 unterschiedliche Ikonen der Gottesmutter. Ursprünglich gab es aber hauptsächlich drei verschiedene Ikonografien:
- die Hodegetria, die Wegweiserin (Aristerokratusa, mit Kind auf dem linken Arm)
- die Blacherniotissa oder fürbittende, betende Madonna
- die Nikopoia (die „Siegbringende“; auch: o Nikopea, Nikopeia, Nicopeia)

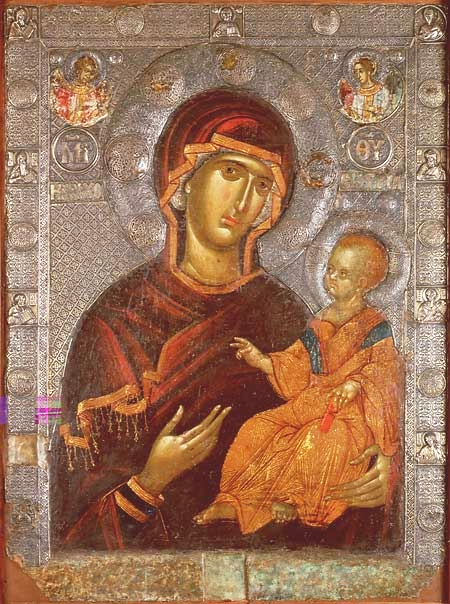
Byzantinische Doppelikone (Konstantinopel, Anfang 14. Jahrhundert) mit der heiligen Jungfrau Psychosostria. Ohrid-Ikonenmuseum

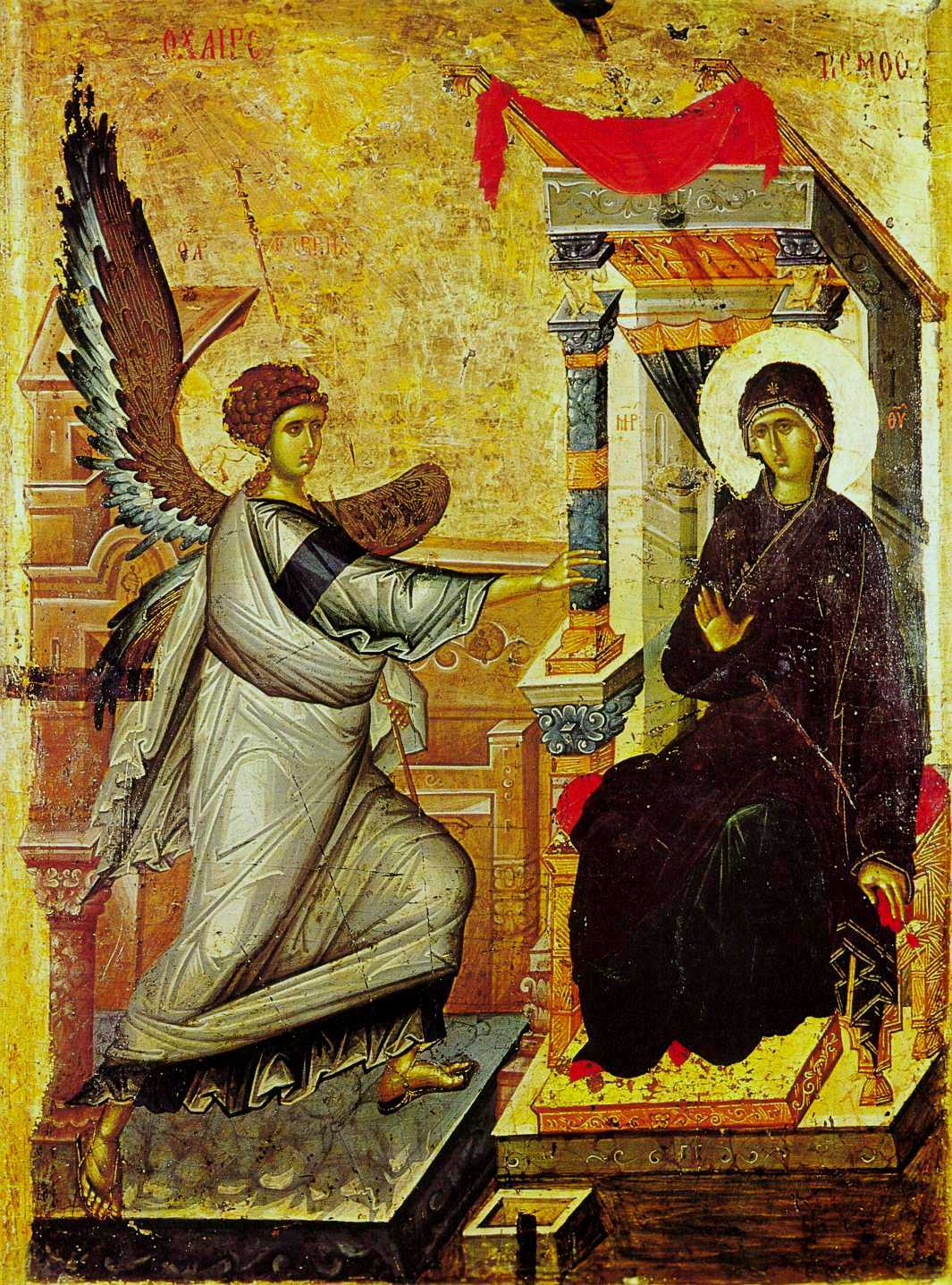
Doppelikone der Verkündung Mariae, Ohrid, 14. Jahrhundert

Varianten der Hodegetria (Aristerokratusa) sind:
- die Hodegetria Dexiokratusa (mit Kind auf dem rechten Arm)
- die Tricheirousa („Dreihändige“)

Varianten der Blacherniotissa sind:
- Platytera (die Umfassendere, Weitere)
- Panagia (die Allheilige)

Wichtige ikonographische Typen mit zahlreichen Mischtypen und Varianten sind nach Art der Darstellung: 
- die Elëusa (Erbarmerin, Wehmütige, Barmherzige), 
  - die Glykophilusa (Zärtliche, süß Küssende; teilweise synonym mit Elëusa)
  - die Kyriotissa (Mutter des Herrn)
  - die Psychosostria (Seelenretterin)
- die Galaktotrophousa (Maria lactans; stillende Maria, die meist als Halbfigur dargestellt wird)
- die Paraklesis (Darstellung Mariens ohne Kind; als Attribut hält sie eine Schriftrolle)
- die Pelagonitissa (Darstellung Mariens mit spielendem Jesuskind)

Daneben gibt es kleinere Typen wie z. B. die Schutzmantelmadonna oder die nach bestimmten Orten oder Klöstern benannten Ikonen.
Das Maphorion, ein Kopf- und Schulterschleier, ist ein fester Bestandteil der christlichen Ikonographie Marias, besonders in den Marienikonen der Ostkirchen. Hier wird er oft von drei goldenen Sternen geschmückt, je einem auf der Stirn und den Schultern; sie werden als Symbol der Jungfräulichkeit Mariens vor, bei und nach der Geburt gedeutet.

## Bekannte Ikonen

### Vorikonoklastische Marienikonen am Sinai
Einige vorikonoklastische Marienikonen aus dem 5. bis  7. Jahrhundert befinden sich in der Sammlung des Katharinenklosters auf dem Sinai, die noch enkaustisch gemalt worden sind. Eine davon ist dem Ikonentyp der Gottesmutter als Nikopoia (die Siegbringende) zuzuschreiben, die hier allerdings zusätzlich den Beinamen „Hoffnung aller“ trägt.

### Alte Marienikonen in Rom

Byzantinische Ikone um 1000, heute in Freising

Als älteste Marienikone Roms gilt die in enkaustischer Technik gemalte Maria Advocata, deren Entstehung im syropalästinensischen Raum des 6. Jahrhunderts oder früher vermutet wird. In Santa Francesca Romana in Rom befindet sich eine Marienikone, die dem 7. Jahrhundert zugeschrieben wird.
Eine der Überlieferung nach von dem Evangelisten Lukas gemalte, antike Marienikone wurde vermutlich wie viele andere Ikonen im Laufe des 8. Jahrhunderts vor dem Bildersturm gerettet und nach Italien gebracht. Zumindest berichtet der Patriarch Germanos davon, wie eine Marienikone auf dem Wasserweg nach Rom kam. Sie wird in der Basilika Santa Maria Maggiore aufbewahrt und von der römischen Bevölkerung als „Maria la romana“ (Maria, die Römerin) und Salus Populi Romani (Heil des römischen Volkes) verehrt.

### Weitere lukanische Marienikonen
Nach dem Urbild der Gottesmutter, das der frommen Legende zufolge der Evangelist Lukas gemalt haben sein soll, sind u. a. folgende Marienikonen benannt: 
- Freisinger Lukasbild im Diözesanmuseum Freising (entstanden um 1000)
- Ikone im Kykkos-Kloster auf Zypern (um 1080 entdeckt)
- Ikone in der Kathedrale St. Peter und Paul auf Malta (unsicher: 15. Jahrhundert)
- Ikone in der Wallfahrtskirche Panagia Evangelista auf Tinos (1822 entdeckt)
- Ikone in der Kirche Panagia Soumela in Kastania-Veria, Nordgriechenland

### Marienikone von Morsbach

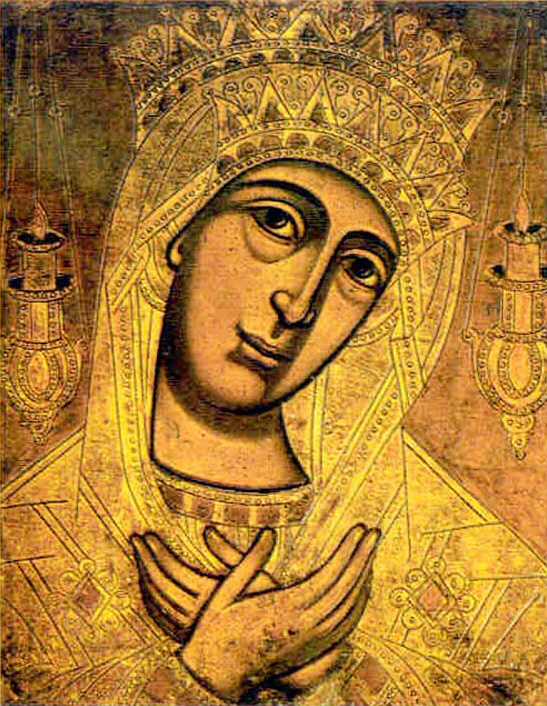
„Panagia skopiotissa“ in Morsbach

Eine alte Marienikone, die als Panagia skopiotissa (die Allheilige vom Berg Skopos) bezeichnet wird, wurde 1933 in einem Kölner Antiquariat aufgefunden und befindet sich mittlerweile in einer Kapelle der Kirche St. Gertrud in Morsbach. Vermutlich stammt sie aus dem 13. Jahrhundert vom dortigen Marienkloster beim Berg Skopos auf der Insel Zakynthos.

### Marienikone der Redemptoristen
Bekannt ist auch die Marienikone der Redemptoristen, das Gnadenbild Unserer Lieben Frau von der immerwährenden Hilfe. Sie ist vermutlich im ausgehenden 14. Jahrhundert auf der Insel Kreta entstanden und dann nach Rom gekommen. Dort wurde sie 1866 von Papst Pius IX. der Kongregation der Redemptoristen anvertraut und befindet sich in der Kirche des Erlösers und des heiligen Alfons von Liguori. Durch die missionarische Tätigkeit des Ordens hat sich das Bild in zahlreichen Kopien verbreitet.

### Fünffelder-Marienikone
Aus der Zeit um 1800 stammt die so genannte Fünffelderikone: Gottesmutter von der Tolga; Gottesmutter, lindere meinen Kummer; Gottesmutter, die die harten Herzen erweicht; Gottesmutter, Aufsuchung der Verlassenen. Mittig die Gottesmutter der unverhofften Freude.

### Marienikone von Johannes Paul II.

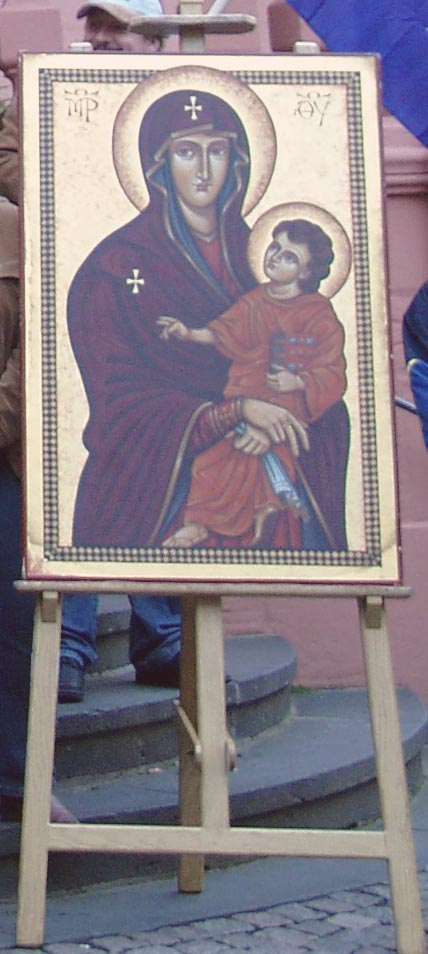
Die Marienikone von Johannes Paul II.

Durch die Weltjugendtage bekannt geworden ist eine 118 Zentimeter hohe und 79 Zentimeter breite Kopie der Marienikone Salus Populi Romani, die Papst Johannes Paul II. den Jugendlichen der Welt zum XVIII. Weltjugendtag in Rom schenkte. Gemeinsam mit dem Weltjugendtagskreuz ist die Ikone jeweils im Vorfeld eines Weltjugendtags vor allem im Gastgeberland unterwegs. Daher war sie von Palmsonntag 2003 bis zum August 2005 auf dem Weg durch Europa und vor allem durch Deutschland. Am Palmsonntag 2006 wurde sie zusammen mit dem Kreuz in Rom an australische Jugendliche überreicht, wo der Weltjugendtag 2008 in Sydney stattfand. In dessen Vorfeld reiste sie zum ersten Mal durch Afrika, dann durch Südostasien und Ozeanien. Ab Palmsonntag 2009 befand sich die Ikone zusammen mit dem Weltjugendtagskreuz auf der Reise durch Spanien, wo der Weltjugendtag 2011 in Madrid stattfand.

### Marienikone in Taizé
Die Marienikone in Taizé wurde von Frère Éric de Saussure gemalt und 1962 von dem Leningrader Metropoliten Nikodim bei einem Besuch bei der Communauté de Taizé gesegnet. Sie stellt die Muttergottes als Erbarmerin dar (Elëusa, griechisch Eleousa, russisch Umilenye). Sie ist auch als Gottesmutter von Wladimir bekannt. Die Ur-Ikone dieses Typs wurde in Konstantinopel für den Fürsten Isjaslaw von Kiew gemalt und ihm 1132 vom Kaiser zum Geschenk gemacht. 1155 wurde sie jedoch vom Fürsten Boguljubskij nach Wladimir entführt und von dort aus 1315 nach Moskau gebracht. Da ihr die Befreiung von den Mongolen unter Tamerlan zugeschrieben wurde, wurde sie zur Patronin des russischen Reiches erhoben.

### Gottesmutter von Kasan
Eine bewegte Geschichte hat auch das unter der Bezeichnung „Kasaner Gottesmutter“ bekannte Gnadenbild, das im 16. Jahrhundert entstand, später gestohlen und wohl vernichtet wurde, aber in mehreren Kopien fortlebt.